# Становиці (Любуське воєводство)
Становиці (пол. Stanowice, нім. Stennewitz) — село в Польщі, у гміні Боґданець Ґожовського повіту Любуського воєводства.
Населення — 393 особи (2011).
У 1975-1998 роках село належало до Гожовського воєводства.

## Демографія
Демографічна структура станом на 31 березня 2011 року:
|          | Загалом | Допрацездатний вік | Працездатний вік | Постпрацездатний вік |
| -------- | ------- | ------------------ | ---------------- | -------------------- |
| Чоловіки | 203     | 38                 | 144              | 21                   |
| Жінки    | 190     | 42                 | 112              | 36                   |
| Разом    | 393     | 80                 | 256              | 57                   |